# Cornești, Timiș
Cornești este un sat în comuna Orțișoara din județul Timiș, Banat, România. Se află în partea de nord a județului, în Câmpia Vingăi. Din punct de vedere morfologic, satul are o textură deosebită, în formă de paralelogram, cu case având căminele în formă de romb sau paralelogram.

## Istoric
Pe teritoriul satului au fost descoperite urmele unei așezări din perioada mijlocie a Epocii bronzului (1.500 - 1.300 î.Hr). Localitatea este foarte veche. În Evul Mediu era proprietate a Cetății Timișoara.
Prima atestare documentară a satului datează din 1332. În 1334 el este menționat sub numele de Sacerdos de Sadan. Până în anul 1964 s-a numit Jadani sau Jădani. În trecut s-a mai numit și Sădeni. A fost locuită de români, germani și maghiari. Astăzi majoritatea covârșitoare a locuitorilor sunt români.

### Fortificația cu valuri de pământ
Fortificația cu valuri de pământ de la Cornești (Jadani) este una dintre cele mai mari de acest fel cunoscute, formată din trei inele succesive. Atribuirea fortificației este controversată, unii arheologi considerând că este preistorică, în timp ce alții o socotesc un ring avar.

### Meteorit
La 31 martie 1875, în curtea unui locuitor din Jadani a căzut, în timpul zilei, un meteorit. Din acesta s-au recuperat 9 fragmente cu masa totală de 144 grame.

## Personalități locale
- Mihai Roșu (1750 - 1822), teolog.
- Vasile Lăzărescu (1894 - 1969), mitropolit.
- Ioan Ioviță (1842 - 1867), publicist.